# Miquel Cerulari
Miquel Cerulari (en grec antic Μιχαήλ Κηρουλάριος), patriarca de Constantinoble de l'any 1043 al 1058, va consumar el cisma d'Orient.
Va ser escollit patriarca el 1043 i es va destacar pels seus atacs furibunds a l'Església llatina. El papa Lleó IX li va enviar tres ambaixadors, els cardenals Humbert i Frederic, i Pere bisbe d'Amalfi, per tractar de moderar les seves opinions. No solament no van tenir èxit sinó que Humbert va haver d'excomunicar el patriarca, el qual va respondre excomunicant els tres delegats i va ordenar eliminar dels díptics el nom del papa (1054).
L'any 1057, va donar suport a la deposició de Miquel VI l'Estratiòtic i es va posar per un temps al costat del seu successor Isaac I Comnè. Però aviat es va enfrontar amb aquest i el va amenaçar: «jo li he donat la corona i sé com recuperar-la», i al cap de poc de temps l'emperador el va voler desterrar. Isaac Comnè estava a punt de destituir-lo quan va morir l'any 1058.
Va escriure: 
- 1. Decisio Synodica de Nuptüs in Septimo Gradu
- 2. De Matrimonio prohibitionem
- 3. Epistolae II ad Petrum Antiochenum
- 4. De Sacerdutis Uxore Adulterio polluta
- 5. Σημείωμα, s. Edictum Synodale adversus Latinos de Pittacia seu De Excommunicatione a Latinis Legatis in ipsum ab ipso in Legatos vibrata, anno 1054, die septimo Junü factum
- 6. Homilia
- 7. Diverses cartes, de les que en queden fragments. Se'n coneixen alguns títols: Contra Rebelles Abbatos, Contra Armenios, De Homiculio facto in Ecclesia, De Episcoporum Judicüs, i altres.[2]